# 중화민국 공군
중화민국 공군(中華民國空軍 Zhōnghuá Mínguó Kōngjūn[*], Republic of China Air Force (ROCAF))는 중화민국의 영공과 안보를 수호하는 공군 집단이다. 미국제 4세대 전투기와 자국산 4세대 전투기 등 첨단 전투기로 무장한 공군집단이다. 조기경보기로는 E-2 호크아이 등 첨단 고성능 레이다 지원기도 갖추고 있으며, 1세대, 2세대 초계기도 보유하고 있다.

## 역사

### 1911년 ~ 중일전쟁이전
청나라가 1911년 신해 혁명으로 멸망하고 중화민국 임시정부가 수립되자, 1913년 3월 대총통 위안스카이는 프랑스인 고문 브리사우드(G.Brissaud)의 건의를 받아들여 베이징 난위안에 "난위안 항공학교(南苑航空学校)"를 설립하였다. 1917년 베이징 난위안 비행장에서 항공기 작전을 시작했으며 중화민국 공군의 초기 시작이 형성된 공군 기지가 되었다.
1917년 7월, 청나라 충성파 장군 장쉰 (Zhang Xun)은 복벽 사건을 이끌었고, 당시 돤치루이(Duan Qirui) 총리는 자금성 폭격을 명령했다. 임무는 Pan Shizhong(潘世忠)과 폭격수 Du Yuyuan(杜裕源)이 조종하는 Caudron Type D 항공기에서 Nanyuan 비행장을 비행하여 자금성 상공에 3개의 폭탄을 투하하여 내시의 사망을 초래했지만 그렇지 않으면 경미한 피해를 입혔다.
1920년 항공부로 공식 창설된 ROCAF는 1928년 장제스의 제2차 북벌로 명목상 통일될 때까지 제대로 발전 못했다. 장쭤린의 동북 공군을 비롯해서 군벌들이 내전과정에 다양한 항공기를 구입하여 배치했다.
1932년 1월 28일, 일본군이 상하이를 침공하면서 ‘1.28 사변’이 시작되었다. 2월 5일 즉시 훙차오 비행장에서 출격하여 상하이 서북쪽 50km 떨어진 쿤산(崑山)상공에서 중일 양군의 첫 번째 공중전이 벌어졌다. 항공모함 카가에서 출격한 13식 함상 공격기와 3식 함상 전투기로 편성된 일본 편대는 9대의 중국 전투기와 마주쳤다.
중화민국 공군에는 외국인 의용 파일럿도 참전하였다. 27살이었던 로버트 맥콜리 쇼트(Robert McCawley Short) 미 육군 예비역 중위는 미 육군 항공대 출신으로 1932년 2월 19일 보잉 P-12 복엽기를 타고 상하이 상공으로 첫 출격에 나섰다. 2월 22일 일본군 폭격기와 전투기 각 3대로 구성된 6대의 편대를 발견해서 1대를 격추했으나 곧 일본 전투기의 반격에 격추되자마자 사망했다.(그는 사후에 중국 공군 대령으로 진급했다)

### 중일전쟁~ 제2차 세계대전
1937년 7월 7일 "루거우차오 사건(蘆溝橋事件, 또는 7.7 사변)"으로 중일전쟁이 발발했다. ROCAF는 상하이 해전 지원을 포함하여 동부 전선과 양쯔강을 따라 일본 군함에 대한 공격에 참여했다. 중국 최전선 전투기는 처음에 주로 Curtiss Hawk II와 Hawk III(CAMCO 공장에서 현지에서 면허로 제작된 전투기 포함)와 Boeing P-281 모델 14이었고, 1937년 8월 14일 일본 제국 해군 96식 함상전투기가 Chienchiao 공군 기지를 습격한 것을 시작으로 많은 주요 공중전에서 일본 전투기와 교전했다.
계속된 교전으로 전투기 손실이 커지자 소련과 중소 불가침조약을 맺고 I-15 전투기와 개량형인 I-15bis 전투기를 지원받았다. 1938년 2월 23일 SB-2 폭격기 28기로 구성된 폭격 편대가 난창에서 출격한 후 타이완의 쑹산 비행장을 공습하여 활주로에 주기되어 있던 일본기 40대를 격파하였다. 1938년 5월 20일에는 외국인 의용 비행대인 제14대대 소속 B-10 마틴 경폭격기 2대가 충칭을 출발한 후 한커우와 닝파(寧波)를 경유하여 규슈 구마모토 일대에 일본의 침략을 규탄하는 삐라를 뿌린 뒤 돌아왔다.
1940년부터 일본 신예 전투기인 제로센이 등장하면서 중국 공군은 큰 위기가 닥쳤고, 1940년 4월 15일 루즈벨트는 미국 의용 항공대의 조직과 중국 파견을 지시하였다. 센놀트는 미해군과 육군, 해병대를 상대로 자원자를 모집하였고 8월 1일에 플라잉 타이거즈를 창설했다. 1941년 미국이 일본에 대한 석유 및 철강 금수 조치를 제정하자 일본은 12월 7일 진주만 공습을 감행했다. 그 이후 중국은 1941년 중소 불가침 조약을 대체하는 무기대여법에 포함되었다.
1945년 8월 15일 일본이 항복할 때까지 미국으로부터 P-40,P-51등 다양한 전투기들을 지원받았다. 태평양전쟁 기간동안, 중국 전역에서 일본 육군에 대한 공격에 관여했다. 1944년 12월 18일 중일전쟁 최대의 항공작전인 호북성의 성도 우한 한커우 대공습에서 중미연합공군 소속 B-29 폭격기가 대량의 소이탄을 투하해서 일본군 제5항공군 산하 제8비행사단 3개 전대에 막대한 피해를 줬다.

### 냉전 대치
제2차 대만 해협 위기 당시, 대만 공군은 F-86 세이버기로 맞서 싸웠다. 예상대로 전투 결과에 대해선 양측의 데이터가 일치하지 않는다. 1961년엔 F-86 세이버기 보유량은 일본 480대, 대만 320대, 한국은 122대를 갖고 있었다. 한국전쟁에서 데이터를 확보한 미국에 의하면, 미그15기 6대~4대가 세이버기 1대와 맞먹는 전력이라고 보면 된다고 밝혔다. 당시 중국은 미그기 계열 전투기를 다 합쳐 3,000대 이상 보유하고 있었는데, 세이버 전력으로 치환하면 500대의 세이버기를 갖고 있었다. 방공 영토를 감안 시, 평화국가였던 일본의 항공자위대보다 전력이 떨어진다.

### 신냉전 공군 강화
2019년 10월, 트럼프 행정부는 대만에 대한 새로운 F-16 판매를 승인할 것이라고 전했다. 대만의 노후화된 F-16을 업글하기 위한 품목 리스트는, AN/APG-83 SABR 능동 전자 스캔 어레이 레이더, 완전히 업그레이드 된 HUD 디스플레이 및 임무 컴퓨터, Joint Helmet Mounted Cueing System (JHMCS), 고성능 방어무기 체계, 데이터 링크 등이다. 그런가 하면, 신형 부품으로 업그레이드된 여분의 F-15C/D를 대만에게 대여해주는 방안도 검토하고 있다고 밝혔다.
2020년 9월, 대만 정부는 내년 국방 예산을 사상 최대 규모인 18조원으로 편성했다. 또 미국과 수십억달러(수조원) 규모의 무기 계약을 추진 중이라고 밝혔다.
- M1A2T 전차 108대
- M88A2 장갑차 14대
- M1070A1 운반차량 16대
- FIM-92 스팅어 250기
- F-16V 66대(개량이 아닌 추가구매)
- F-16 개량을 위한 제너럴 일렉트릭 F110 및 관련 부품
- 마크 48 어뢰 18발, 관련 지원 및 시설 설비, 기술 이전
- 패트리엇3 관련 부품, 유지 보수, 시험, 장비 지원

F-16을 66대 추가구매하면, 중화민국 공군을 8개 비행대대를 증설하겠다고 밝혔다. 위 목록들의 장비 수준은 웬만한 G20 회원국인 중소국가의 국방력을 상회한다. 그 외에도 향후 무기거래 후보로 거론되는 미국 무기들이 있다.
- SLAM-ER (150마일 이상 떨어진 목표물에 항공기에서 발사할 수 있는 장거리 정밀 미사일)
- MQ-9 리퍼
- AGM-84 하푼
- HIMARS (사거리가 190마일인 이동식 로켓 포병 시스템)

그런가하면 프랑스도 대만에 무기 수출을 하기로 한다.
- 프랑스산 미사일 교란장치 발사기

#### F-16V 도입이 의미하는 바
F-16V 8개 대대는 중국으로부터 대만을 지키기에 충분한 전력으로 군사전문가들이 평가한다. 중국이 5세대라고 주장하는 청두 J-20도 인도의 일반 레이더에 간단히 탐지되어서 스텔스기가 아니라는 논란도 있었고, FC-1기, 청두 J-10기와 비슷한 공중전 능력을 가진 구형 F-16과 달리, F-16V는 '미국 기준의' 4.5세대 전투기이기 때문에 선양 J-11, 수호이 Su-35에도 대응할 수 있는 전투 성능을 갖고 있다. 중요한 것은 제공권 장악에서 대만 공군이 중국 동부전구에게 빼앗길 가능성이 희박해졌다.

## 계층구조
- 공군사령부(空軍司令部)
  -  작전지휘부(作戰指揮部)
    - 기상비행단(氣象聯隊)

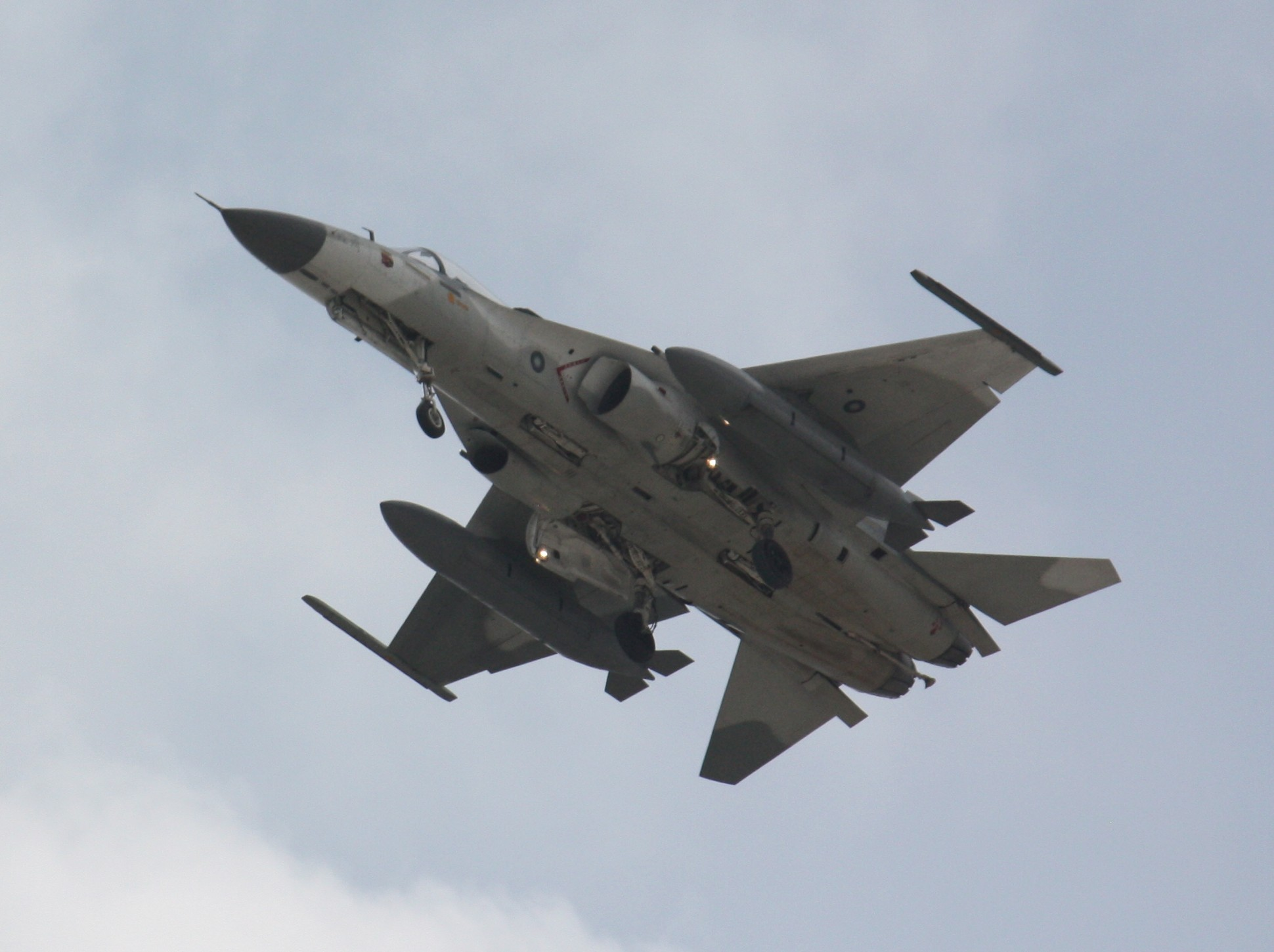
AIDC 경국호 전투기

    - 통신항관정보비행단(通信航管資訊聯隊)
    -  전술통제비행단(戰術管制聯隊)

  -  방공 및 미사일 지휘부(防空暨飛彈指揮部)
  -  교육 훈련 및 준칙발전지휘부 (敎育訓練暨準則發展指揮部)
  -  정비사령부 (保修指揮部)
  - 작전비행단(作戰聯隊)
    -  1비행단(1聯隊)
    -  2비행단(2聯隊)
    -  3비행단(3聯隊)
    -  4비행단(4聯隊)
    -  5비행단(5聯隊)
    -  6비행단(6聯隊)
    -  7비행단(7聯隊)

  - 기지지휘부(基地指揮部)
    -  송산기지지휘부(松山基地指揮部)

  - 파일:中華民國空軍軍官學校校徽.png 공군곤관학교(空軍官校)

## 계급장
|        | 장성급(장군)      | 장성급(장군)       | 장성급(장군)       | 장성급(장군)       | 영관급    | 영관급    | 영관급    | 위관급      | 위관급      | 위관급      |
| 계급   | 상급대장 一級上將 | 대장 二級上將      | 중장 中將          | 소장 少將          | 대령 上校 | 중령 中校 | 소령 少校 | 대위 上尉   | 중위 中尉   | 소위 少尉   |
| ------ | ----------------- | ------------------ | ------------------ | ------------------ | --------- | --------- | --------- | ----------- | ----------- | ----------- |
| 계급장 |                   |                    |                    |                    |           |           |           |             |             |             |
|        |                   |                    |                    |                    |           |           |           |             |             |             |
|        | 사관후보생        | 부사관             | 부사관             | 부사관             | 부사관    | 부사관    | 부사관    | 병          | 병          | 병          |
| 계급   | 사관생도 軍校生   | 1등원사 一等士官長 | 2등원사 二等士官長 | 3등원사 三等士官長 | 상사 上士 | 중사 中士 | 하사 下士 | 상병 上等兵 | 일병 一等兵 | 이병 二等兵 |
| 계급장 | (없다)            |                    |                    |                    |           |           |           |             |             |             |

## 장비
중화민국 공군은 300대의 4세대 전투기와 50대의 3세대 전투기, 6대의 호크아이 조기경보기를 운용하는 강력한 공군으로, 동북아시아에서 일본 항공자위대, 중국 인민해방군 공군 다음가는 보유량이다.

### 고정익 항공기
| 그림 | 이름          | 보유량 | 비고                                             |
| ---- | ------------- | ------ | ------------------------------------------------ |
|      | F-CK-1        | 127대  | 4세대 전투기                                     |
|      | F-16A/B       | 143대  | 4세대 전투기 (2023년까지 전체 F-16V로 개량사업중 |
|      | Mirage-2000-5 | 54대   | 4세대 전투기                                     |
|      | F-5           | 48대   | 3세대 전투기                                     |
|      | E-2K 호크아이 | 6대    | 조기경보기                                       |
|      | C-130         | 19대   | 수송기                                           |
|      | AT-3          | 49대   | 고등훈련기                                       |

### 유도탄
| 이름          | 보유량 | 비고            |
| ------------- | ------ | --------------- |
| AIM-9         | 300발  | 사거리 18km     |
| 스팅어 미사일 | 170발  | 아파치에서 운용 |
| 천검-1        | ???    |                 |
| 천검-2        | ???    | 사거리 60km     |

| 이름            | 보유량               | 비고                       |
| --------------- | -------------------- | -------------------------- |
| AGM-114L        | 1,000발              | AH-64E에서 운용            |
| AGM-114K3       | 240발                | AH-1W 혹은, OH-58에서 운용 |
| AGM-114C        | 680발                | AH-1W 혹은, OH-58에서 운용 |
| 토우 대전차     | 발사기 160대, 3100발 | AH-1W 혹은, OH-58에서 운용 |
| 윈펑            | 50발                 | 사거리 1,200km 순항미사일  |
| 헬파이어 대전차 | 450발                | AH-1W 혹은, OH-58에서 운용 |

## 같이 보기
- 플라잉 타이거스
- 중화민국 공군군관학교
- 중화민국 국방부
- 중화민국 국군
- 중국 인민해방군 공군
- 대만 문제

## 참고
1. ↑  “Trump Admin Will Reportedly Approve Sale Of New F-16s To Taiwan And China Will Absolutely Freak” (미국 영어). 2019년 10월 10일. 2020년 10월 19일에 원본 문서에서 보존된 문서. 2020년 10월 16일에 확인함.
2. ↑  “[유광종의 중국 돋보기] 미국, ‘중국의 급소’ 대만을 찔렀다”. 2020년 10월 16일에 확인함.
3. ↑  Woody, Christopher. “As China gets more aggressive, the US wants to sell Taiwan new weapons to fend off Beijing”. 2020년 10월 16일에 확인함.
4. ↑  김용래 (2020년 5월 13일). “대만, 프랑스산 무기수입 추진…중국 "중·불관계 훼손" 경고”. 2020년 10월 16일에 확인함.